# Noc tysiączna druga
Noc tysiączna druga – jednoaktowa komedia Cypriana Kamila Norwida z 1850 roku.

## Okoliczności powstania utworu
Powstanie utworu wiąże się z uczuciem, jakim darzył poeta przez lata Marię Kalergis. Ze swych uczuciowych rozterek zwierzał się korespondencyjnie od 1845 roku jej towarzyszce w podróżach po Europie, Marii Trębickiej. Korespondencja ta urwała się nagle w połowie 1848 roku wkrótce po nadejściu do Rzymu, gdzie poeta przebywał, wiadomości o paryskim skandalu z panią Calergis i ówczesnym dyktatorem Paryża generałem Cavaignakiem. W przedostatnim liście z tego okresu Norwid opisywał kłamstwo na ustach opiewających rzecz anielską i skrzydła z pawich piór szatańskie do najpiękniejszych wpięte ramion. Komedia napisana w 1850 roku była dopełnieniem przerwanej korespondencji. W ukazanej tylko pośrednio, we wspomnieniach i liście Klaudii poeta dał portret pani Kalergis, aż po owe kończące każdy jej list: mille tendresses, mille amitiés, które poeta dopełnia ironicznym etc. Wśród papierów poety zachował się króciutki list Marii Kalergis, który niewątpliwie wpłynął na kształt listu Klaudii w komedii, w którym hrabina prosi poetę, by pamiętał o jej książce, skarży się na zamęt w miejscu, gdzie pisze i prosi go o listy, które jej tak dobrze robią.
Komedia powstała najwcześniej w marcu 1850 po powrocie z Zurychu do Paryża Emmy Herwegh, żony poety Georga, która bardzo zaprzyjaźniona z poetą opowiedziała mu o własnej tragedii małżeńskiej, podobnej do tragedii sercowej Norwida. Symetryczność charakterów i losów czworga ludzi stała się pierwowzorem podobnej symetryczności bohaterów utworu.

## Dzieje rękopisu
Przepisany tekst komedii jeszcze w 1850 roku trafił do rąk Trębickiej, która świetnie się orientowała kim jest komediowa Klaudia. Pozostał tam do 1858 roku, kiedy w związku z planami wydawniczymi Antoniego Zaleskiego poeta poprosił Trębicką o przesłanie Zaleskiemu posiadanego przez nią rękopisu poematu Szczesna. Trębicka uczyniła zadość tej prośbie a do przesyłki dołączyła, nie bez pewnej złośliwości, Noc 1002, łącząc w ten sposób historię dwóch zawodów miłosnych poety. W majątku Zaleskiego, Zubiszkach, poemat przeleżał do 1867, przetrwawszy rewizje carskiej policji i nieobecność gospodarza zesłanego na 4 lata do Wiatki. Zwrócony przez Zaleskiego, rękopis pozostał w rękach Trębickiej aż do jej śmierci w 1896. Został następnie przekazany przez jej męża, Felicjana Faleńskiego, do zbiorów Biblioteki Jagiellońskiej, gdzie znajduje się do dziś. W 1907 roku nieznany wydawca opublikował go w 9 (wrześniowym) i 10 (październikowym) numerze Krytyki.
Poprawioną wersję komedii (w sumie około 30 poprawek) przesłał poeta w 1857 przyjacielowi Teofilowi Lenartowiczowi z prośbą o pomoc w jej publikacji. Lenartowicz zapewne przesłał utwór do redakcji lwowskiego Dziennika Literackiego. Komedia nie znalazła tam jednak życzliwego przyjęcia. W 1867 wydrukowano zeń jedynie wiersz weroński pod tytułem Improwizacja w Castel-Fermo pod Weroną. Sam rękopis znalazł się z czasem w prywatnym posiadaniu redaktora, Juliusza Starkla. Został odnaleziony przez jego wnuka, Stanisława Wasylewskiego, około 1905 roku. Wasylewski wypytywał dziadka czy nie posiada jakichś rękopisów Norwida. Starkl doszedł do wniosku, że coś mogłoby się znaleźć w mahoniowym zawiesitku przymocowanym do ściany, do którego jednak klucz zaginął przed laty. Wnuk musiał podważyć zamek do schowka, żeby zbadać jego zawartość. Oprócz Nocy 1002 znalazł jeszcze autograf wiersza Przyjacielowi poecie. Komedię w poprawionej, poprawniejszej od oryginału – zdaniem poety – wersji, opublikował Zenon Przesmycki w 1911 w trzecim tomie Pism Zebranych.

## Osoby
- Roger – z Czarnolesia
- Dama – podróżująca
- Doktor – jej
- Lucio – oberżysta

Akcja utworu rozgrywa się w Castel-Fermo pod Weroną

## Treść
Roger, który zajmuje pokój z widokiem na Weronę, opuszcza Włochy i postanawia sobie być odtąd praktyczniejszym. Oberżysta Lucio informuje go, że pewna Angielka chciałaby zerknąć przez jego okno na nocną Weronę w czasie burzy. Dama ta była tu ze swym mężem przed dwoma laty i wtedy zajmowała pokój Rogera. Roger odmawia i szykuje się do snu. Ale znowu, jak tylekroć dotąd, ogarniają go bolesne wspomnienia jego ukochanej, która pod Amalfi zerwała dla niego kwiat. A potem przysłała mu jakże bolesną odpowiedź, pisaną właśnie stąd, na jego list miłosny. Roger ponownie czyta list, w którym jest prośba, by odwiedził księżnę i odebrał od niej trzeci tom Richtera i zastanowił się czy by jej klaczy nie przewieźć koleją, nadto o tym, że zostawiła na kominku różaniec otrzymany od papieża i zgubiła gdzieś pierwszą kartę jego listu, w którym było coś o miłości. Dalej tekst się urywa, a do listu dołączona jest druga połowa listu Rogera. 
Burza cichnie, a Roger patrząc przez otwarte okno ku miastu, śpiewnie recytuje wiersz W Weronie. Zegar bije pierwszą w nocy. Próbując zamknąć okno Roger dostrzega, że zbita u dołu szyba została zalepiona pierwszą połową jego listu i drugą połową listu ukochanej. Czyta ponownie list napisany w tym pokoju, po raz pierwszy w całości. W sprawie jego miłości ukochana Klaudia napisała mu, że mężczyźni XIX wieku zaczynają kochając mocno, prawdziwie i czysto, a z czasem kończą na wykwintnych formach. Podczas gdy kobiety lekceważą miłość, aż po wielu rozczarowaniach dochodzą do uszanowania tej iskry świętej. Gdzie oni zaczynają, tam one kończą. Dlatego nie mogą się spotkać. Prawda ma dla Rogera moc uzdrawiającą. Poza lekkomyślną trzpiotką dostrzega w ukochanej głęboką znawczynię życia. I dziwi się tej nocy jakby z tysiąca i jednej nocy – nocy tysięcznej drugiej.

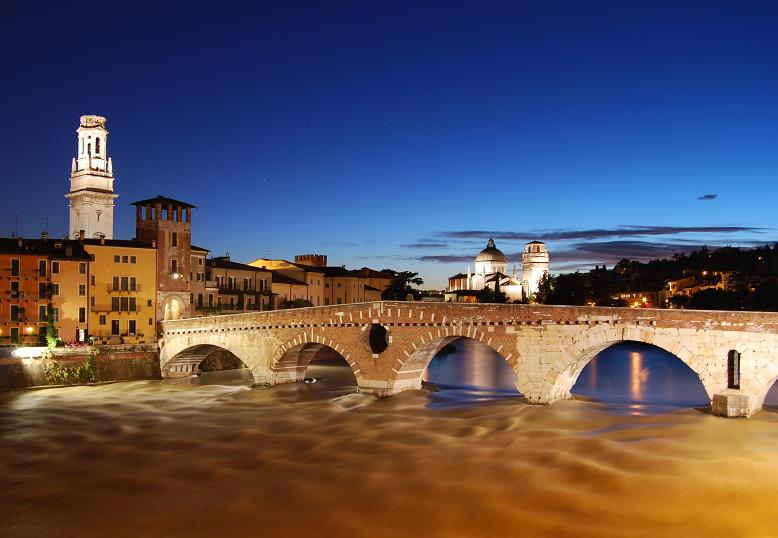
Widok Werony nocą

Mocowanie się Rogera z oknem zwabia Lucia. Roger upewnia się, że dama nie jest Angielką lecz cudzoziemką, piękną blondynką, że była wdową, a jej mąż jest starszym, brzydkim mężczyzną. Upewniwszy się, że podróżna to Klaudia, Roger zaprzysięga Lucia na broń i pieniądze, że sprowadzi rano do jego pokoju damę, a tymczasem on ukryje się w szafie. Ma zamiar zemścić się, w stosownej chwili wyjść i poprosić o przedstawienie mężowi.
Nad ranem w salonie dama rozmawia z towarzyszącym jej doktorem. Sprzeciwiając się jego naukowej terminologii wspomina ostatnią zwrotkę wiersza W Weronie. Dziękuje doktorowi, że zgodził się jej towarzyszyć i wspierać ją w trudnym okresie separacji z mężem, która w końcu zyskała sankcję stolicy apostolskiej i przywraca ją mężczyznom, do których straciła zaufanie. Musiałaby znaleźć kogoś kto kochałby indywidualność piękną, pełną powabów wyższych, szlachetną, może dumną – zapewne próżną i głebokomyślną. Doktor zapewnia, że gdyby się taki znalazł, on mógłby wrócić do rodziny. Zjawia się Lucio i opowiada jak to w nocy konferował z Anglikiem, który zajmował pokój z widokiem, i jak Anglik na koniec zadysponował, że po jego porannym wyjeździe Lucio będzie mógł udostępnić pokój damie pod warunkiem, że ta własnymi rączkami otworzy okno. Z paszportu, który ma przy sobie Lucio, dowiadują się, że tym Anglikiem jest Roger z Czarnolesia. Doktor zna go z salonu hrabiny Klaudii w Neapolu i charakteryzuje go jako wariata, którego się obśmiewa, jeśli nie można inaczej go dotknąć, jako prawdziwe dziecię wieku.
Kiedy dama i doktor wchodzą do pokoju, Roger wyskakuje z szafy i spostrzega swoją pomyłkę. Zwierza się odwiedzającym go ze swego podstępu. Tymczasem tęcza nad Weroną łączy dom Kapuletich i Montekich. Dama wyraża nadzieję, że niektóre akordy życia mogą się połączyć w harmonię. Roger jest jednak przekonany o istnieniu bólu niewymownego, którego nie miało się szczęścia wypowiedzieć. Lecz dama upewnia go, że czasem nie ma potrzeby o nim mówić, bo jest zrozumiały bez słów i wtedy przestaje być bólem. Doktor cieszy się na myśl, że wraca do rodziny.

## Recepcja utworu
Zenon Przesmycki (1912) uważał komedię raczej za dokument biograficzny, niż za dzieło sztuki. Był zdania, że nadmiar materiału autobiograficznego uniemożliwił autorowi rozwinięcie charakterów czy sytuacji. Wyszła z tego komedia pełna aluzji i niedomówień, efekt albo niezwykłej dyskrecji autora albo poczucia zbyteczności szerszego przedstawiania faktów znanych zarówno piszącemu, jak i tej, która miała tą komedię czytać.  
Stefan Kołaczkowski (1933) widział w komedii świadectwo podwójnej ironii losów, tragicznej i drugiej, która mogłaby być komiczna, gdyby nie była smutnym przezwyciężaniem siebie przy pomocy humoru.  
Irena Sławińska (1955) zarzucała autorowi niekonsekwencję albo dwoistość koncepcji. Utwór wydaje się jej skrzyżowaniem romantycznego monologu z komedią intrygi. Akcja podporządkowana została komedii intrygi. Natomiast potężny monolog Rogera, zajmujący połowę dramatu całkowicie ten zamysł przekreśla. W tej przestrzeni ważne są z kolei przeżycia i refleksje. Śmiałe połączenie obydwu płaszczyzn wskazuje na inspirację dramatem Szekspira, który również takie rozwiązania stosował.  

## Noc tysiączna drugana scenie
Prapremiera komedii miała miejsce w roku 1908 w Szkole Aplikacyjnej przy Warszawskich Teatrach Rządowych. W 1913 roku komedię wystawił Teatr Niezależny we Lwowie prowadzony przez A. Godziembę-Wysockiego. W 1916 miała miejsce premiera Nocy tysiącznej drugiej w Teatrze Praskim w Warszawie w reżyserii Konstantego Tatarkiewicza. W 1942 roku dramat przedstawił Zespół Teatralny oficerskiego obozu jeńców w Woldenbergu w reżyserii Jana Koechera. W 1947 roku komedię nadało w formie słuchowiska Polskie Radio w Łodzi, a w 1955 Polskie Radio w Warszawie. W 1960 Noc tysiączna druga została wystawiona przez Telewizję warszawską. W 1971 wystawił komedię Zespół Teatralny Zakładów Azotowych w Puławach, w 1973 Teatr Polski we Wrocławiu w reż. Marii Straszewskiej, w 1976 Teatr Dramatyczny w Wałbrzychu w reż. Piotra Nowakowskiego, w 1982 Słupski Teatr Dramatyczny w Słupsku w reż. Marka Chełminiaka i w 1986 Teatr STU w Krakowie w reż. Krzysztofa Jasińskiego.